# Hyas araneus
Hyas araneus (лат.) — вид морских крабов из рода Hyas семейства Oregoniidae надсемейства Majoidea. В ископаемом виде найдены только в Уэстбруке, от оползня на реке Stroudwater River (четвертичный период в штате Мэн), возраст ископаемых от 2,588 до 0,012 млн лет.
Обитают в водах северо-восточной части Атлантического океана и в Северном море, как правило ниже приливной зоны.
В 1986 году два экземпляра были отловлены на Южных Шетландских островах у Антарктического полуострова, которые по-видимому, были случайно завезены туда людьми. Были опасения, что этот вид окажет неблагоприятное воздействие на местную фауну, но с момента появления образцов 1986 года в этом регионе Hyas araneus не встречались.